# كارثة الحبوب السامة في العراق 1971

كيس من "الحبوب الوردية". لاحظ كتابة العلامات التعريفية باللغة الإسبانية، والحبة مميزة باللون البرتقالي-الوردي. وقد تم قمع مثل هذه الصور في وسائل الإعلام الرسمية.

كارثة الحبوب السامة في العراق 1971، هي حادثة تسمم جماعي بدأت في أواخر عام 1971 بسبب مادة ميثيل الزئبق. حيث أن الحبوب التي استوردها العراق من الولايات المتحدة والمكسيك كانت تحتوي على مادة ميثيل الزئبق الذي يعمل مبيدًا للفطريات ولم تكن الشحنة معدة للاستهلاك البشري، إنما كانت مخصصة ومعدة بذورًا للزراعة فقط. ولكن هذه الحبوب السامة استهلكت غذاءً من قبل الفلاحين العراقيين المقيمين في المناطق الريفية، إذ يعود سبب ذلك إلى عدة عوامل، منها استعمال اللغة الأجنبية للكتابة على العلامات التعريفية بدلا من اللغة العربية، إضافة إلى تأخر توزيعها عن موسم نمو المحاصيل الزراعية، مما جعل الفلاحين يستعملونها في الطبخ وبدأ الناس يعانون من الخدران (تنمل الجلد)، والرنح (انعدام التنسيق الإرادي لحركة العضلات)، وفقدان البصر، إضافة إلى أعراض مشابهة لمرض داء ميناماتا الذي ظهر في اليابان. ولقد بلغ عدد الوفيات حوالي 650 شخص، ولكن الأرقام المقترحة لا تقل عن عشرة أضعاف هذا الرقم، وتعد حادثة عام 1971 أكبر حادثة تسمم بالزئبق في وقتها، حيث بلغت ذروة حالات التسمم في شهري كانون الثاني وشباط وتوقفت في نهاية شهر آذار.
أوصت التقارير بعد الكارثة بتشديد الرقابة، وتحسين وضع العلامات التعريفية، وتسليم الحبوب المعالجة بالزئبق، إضافة إلى مشاركة واسعة من منظمة الصحة العالمية في رصد ومنع حوادث التسمم. كما أكدت التحقيقات على أن الخطر الأكبر يتعرض له الأجنة والأطفال الصغار بشكل خاص.

## التاريخ
يدخل الزئبق في صناعة مبيدات الفطريات. في الولايات المتحدة وأوروبا كانت مخاطره معروفة (حتى عندما يستهلك بكميات صغيرة). كانت السويد أول دولة حظرت ميثيل الزئبق عام 1966، تلتها بريطانيا عام 1971. وقعت في العراق عدة حوادث تسمم بالزئبق سابقاً، وذلك في عامي 1956 و1960، ففي عام 1956 كانت هنالك 200 حالة تسمم بالزئبق و70 حالة وفاة بسبب التسمم، وفي عام 1960 كانت هنالك 1000 حالة تسمم و200 حالة وفاة بسبب التسمم، وكلتا الحالتين كانتا بسبب مركبات إيثيل الزئبق. ومن بين التوصيات التي قُدمت بعد حادثة عام 1960 أنه يجب تلوين أي حبوب سامة لسهولة تحديدها. وقبل وقوع كارثة تسمم الحبوب في العراق عام 1971، كان قد تم الإبلاغ عن حوالي 200-300 حالة تسمم بسبب ميثيل الزئبق في جميع أنحاء العالم.
في عام 1969 أدى الجفاف إلى تقليل المحاصيل الزراعية، مما أثر على 500,000 شخص. وفي عام 1970، قرر صدام حسين في الحكومة الثانية برئاسة أحمد حسن البكر، باستيراد البذور والحبوب المغلفة بالزئبق في أواخر الموسم الزراعي لعام 1971، حيث عمل صدام حسين بنفسه في وزارة الزراعة أعقاب حادثة عام 1960.

## الأسباب

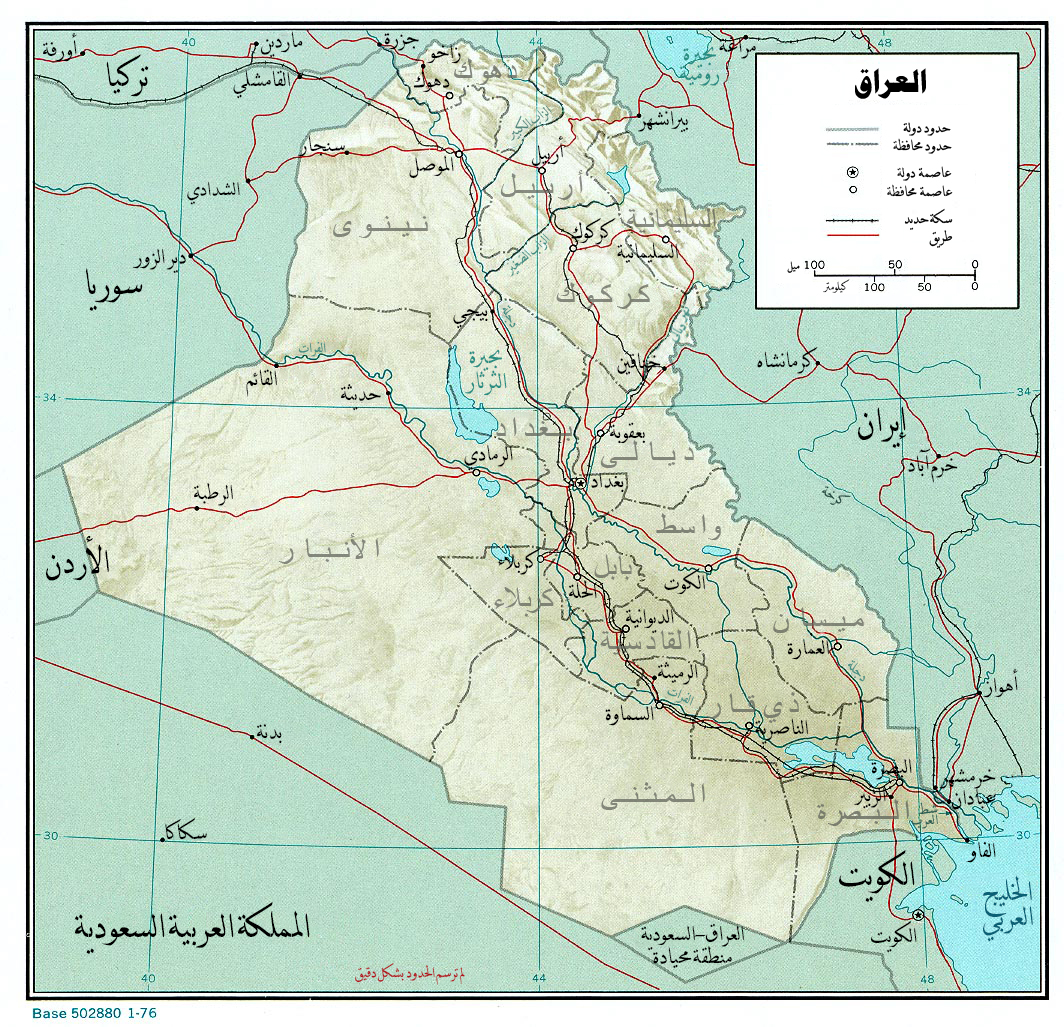
خريطة للعراق (1976) تبين المقاطعات المشار إليها.

في عام 1971 استوردت شحنة بمقدار 95 ألف طن من الحبوب (73,201 طن من القمح و22,262 طن من الشعير) الملونة بلون وردي-برتقالي إلى العراق من المكسيك والولايات المتحدة. ولقد وصلت شحنة بذور القمح إلى مدينة البصرة بالفترة بين 16 أيلول/سبتمبر و15 تشرين الأول/أكتوبر بواسطة شركة أس أس للنقل التجاري، أما شحنة بذور الشعير فوصلت في الفترة بين 22 تشرين الأول/أكتوبر و24 تشرين الثاني/نوفمبر من عام 1971. ولقد اختارت الحكومة العراقية المكسيباك، وهي بذرة قمح عالية الإنتاجية طورت في المكسيك بواسطة المهندس نورمان بورلاوج. والحبوب التي استوردت تحتوي على ما معدله 7.9 مايكروغرام /غرام من الزئبق، مع بعض العينات التي تحتوي على ما يقارب ضعف ذلك. تم الإبلاغ عن قرار استخدام الحبوب المغلفة بالزئبق من قبل الحكومة العراقية، عوضاً عن الشركة الموردة «كارجيل». وكانت المحافظات الثلاث الشمالية نينوى وكركوك وأربيل تلقت معاً أكثر من نصف شحنات الحبوب. أكثر العوامل التي ساهمت في انتشار الوباء هو إن التوزيع بدأ في وقت متأخر، حيث وصلت الكثير من الحبوب بعد الموسم الزراعي (موسم البذر) في شهري أكتوبر ونوفمبر.
بعد أن أكمل المزارعون زراعة أراضيهم في الموسم الزراعي، ولم يجد الفلاحون ما يكفي لإطعامهم وطعام مواشيهم بسبب شحة المحصول في العام السابق لذلك قاموا بتناول الحبوب التي أعطيت لهم. كان توزيع الحبوب بشكل سريع ومفتوح، حيث كانت الحبوب تعطى أما بشكل مجاني أو الدفع عينًا. قام بعض المزارعين ببيع الحبوب التي أعطيت لهم، خشية منهم إن الحبوب الجديدة تقلل من قيمة الحبوب التي قاموا بزراعتها. الأمر الذي جعل الذين يشترونها يعتمدون عليها غذاءً في فصل الشتاء. وكان كثير من العراقيين إما غير مدركين للمخاطر الصحية الكبيرة أو اختاروا تجاهل التحذيرات. في البداية، قام المزارعون بالمصادقة بواسطة بصمة الإبهام أو التوقيع على أنهم مدركين على أن الحبوب سامة، ولكن وفقاً لبعض المصادر، فإن الموزعيين لم يطلبوا مثل هذا البيان من المزارعيين. وكانت التحذيرات على الأكياس باللغة الأسبانية والإنكليزية، ولم تفهم على الإطلاق، أو شملت رسم لجمجمة سوداء وبيضاء مع عظمتين، والتي لا تعني شيئاً للعراقيين. لقد شعر المزارعون بالأمان الزائف عندما كانت حيواناتهم تبدو بصحة جيدة بعد أن قاموا بإعطائها الحبوب المغلفة بالزئبق غذاءً بسبب فترة الحضانة الطويلة حتى ظهور الأعراض. تم غسل الصبغة الحمراء من الحبوب، لكن لم يتم إزالة الزئبق، وبالتالي فإن الغسل قد أعطى مظهراً على إزالة السم.
وقد تم تناول الزئبق من خلال استهلاك الخبز المحلي واللحوم والمنتجات الحيوانية الأخرى التي تم الحصول عليها من الماشية نظرا لتناولها حبوب الشعير المعالج، والنباتات المزروعة في التربة الملوثة بالزئبق، والطيور التي تغذت على الحبوب والأسماك المصطادة في الأنهار والقنوات والبحيرات التي تم إلقاء الحبوب المعالجة فيها من قبل المزارعين. وكان استنشاق غبار البذور أثناء البذر والطحن عاملا مساهما في إصابة المزارعين. ويعتقد أن استهلاك الطحين من خلال الخبز المصنوع محليا هو السبب الرئيسي، حيث لم يتم الإبلاغ عن أي حالات في المناطق الحضرية، حيث كانت إمدادات الدقيق الحكومية تخضع للتنظيم التجاري.

## الأعراض والتفشي والعلاج
استغرق تأثير الزئبق بعض الوقت - الفترة الكامنة بين ابتلاع الحبوب والأعراض الأولى (عادة مذل - خدر في الأطراف) تتراوح ما بين 16 و38 يوم. وكان التنمل العرض السائدة في الحالات الأقل خطورة. وتشمل الحالات الأسوأ ترنح (عادة فقدان التوازن)، والعمى أو ضعف الرؤية، والوفاة الناجمة عن فشل الجهاز العصبي المركزي. وحيثما يوجد بين 20 و40 مليغرام من الزئبق فإنه إشارة كافية للإحساس بالمذل (بين 0.5 و0.8 ملغم / كغم من وزن الجسم). وفي المتوسط، استهلك الأفراد المصابون 20 كيلوغراما أو نحو ذلك من الخبز؛ حيث إن كمية ال 73000 طن من الحبوب المقدمة كانت كافية لما يزيد عن 3 ملايين حالة.
تلقى مستشفى في كركوك عددا كبيرا من المرضى الذين يعانون من أعراض مشابهة للأعراض التي ظهرت في حادثة التسمم التي وقعت عام 1960 في العراق. تم إدخال الحالة الأولى المتسممة بألكيل الزئبق إلى المستشفى بتاريخ 21 ديسمبر. وبحلول 26 ديسمبر، أصدر المستشفى تحذيرا محددا إلى الحكومة. وبحلول يناير 1972، بدأت الحكومة تحذر السكان بشدة من تناول الحبوب، على الرغم من أن الإرساليات لم تذكر الأعداد الكبيرة التي كانت مريضة بالفعل. وسرعان ما أمر الجيش العراقي بالتخلص من الحبوب وأعلن في نهاية المطاف عقوبة الإعدام على أي شخص يقوم ببيعها. قام المزارعون بإلقاء خزينهم من الحبوب حيثما أمكن، وسرعان ما دخلت هذه الحبوب الملقاة في الماء (ولا سيما نهر دجلة)، مما تسبب في مزيد من المشاكل. وأصدرت الحكومة تعتيما للأخبار ولم تنشر سوى معلومات قليلة عن تفشي المرض.
وقد ساعدت منظمة الصحة العالمية الحكومة العراقية من خلال توفير الأدوية والمعدات التحليلية والخبرات. كما تم تجربة العديد من العلاجات الجديدة، حيث أن العلاجات التي كانت معروفة لتسمم المعادن الثقيلة لم تكن فعالة بشكل خاص. تم إعطاء ديمركابرول لعدة مرضى، لكنه تسبب بتدهور سريع في حالتهم. لذلك تم استبعاده علاجًا لهذا النوع من التسمم بعد تفشي المرض. وقد ساعدت راتنجات البوليثيول والبنيسيلامين وسلفونات ثنائي المركابرول، ولكن يعتقد أنها كانت ضئيلة إلى حد كبير في النتائج والشفاء الكلي. وتم اختبار غسيل الكلى على عدد قليل من المرضى في وقت متأخر من فترة العلاج، لكنها لم تظهر أي تحسن سريري. وكانت نتيجة جميع العلاجات متنوعة، من انخفاض في مستوى الزئبق في الدم لدى بعض المرضى بشكل كبير، إلى تأثير قليل في الأخرين. تلقى جميع المرضى فترات من العلاج تتخللها فترات راحة. واقترح العلاج المستمر في الحالات المستقبلية. وكانت المعالجة في وقت لاحق من الإصابة أقل فعالية في الحد من سمية الدم.

## التأثيرات

نسبة الحالات والوفيات، حسب الفئة العمرية.

أدخل 6530 مريضًا إلى المستشفيات بسبب حالات التسمم، وأُبلغ عن 459 حالة وفاة. بلغت حالات الذروة المئات يومياً خلال شهر يناير، وتراجعت إلى حد كبير في بداية شهر مارس. أخر حالة تم إدخالها إلى المستشفى كانت في 27 مارس، حيث تمثل الحالات التي وصلت جميع الفئات العمرية ومن كلا الجنسين، على الرغم من إن الذين تقل أعمارهم عن عشرة سنوات يمثلون ثلث الحالات. وهذا الرقم هو «بالتأكيد أقل من الواقع»، بسبب توافر العلاج في المستشفى، واكتظاظ المستشفيات وعدم الثقة في العلاج. وفي المناطق الأشد تضررا، كان معدل الانتشار 28 في المائة، وبلغ معدل الوفيات 21 في المائة من الحالات المصابة. ويعتقد بعض الأطباء العراقيين أن عدد كلا من الحالات والوفيات لا تقل عن عشر أضعاف هذا الرقم على الأقل، وربما 100 ألف حالة تلف في الدماغ. وأحد الأسباب المقترحة للتفاوت الكبير بين الأعداد المبلغ عنها والعدد المقدر للوفيات هي العادات العراقية، والشائعة في أجزاء كبيرة من الشرق الأوسط، لترك الشخص يموت في المنزل عندما يكون ذلك ممكنا، حيث إنه لم يتم تسجيل الوفيات المنزلية.
عدد كبير من المرضى الذين كانوا يعانون من أعراض طفيفة تعافوا تماماً، وكذلك الذين يعانون من أعراض أكثر خطورة تحسنوا، وكان هذا عكس النتائج المتوقعة، والتي تستند إلى حد كبير على تحليل داء ميناماتا في اليابان، وفي الفتيان الذين لديهم مستويات من الزئبق أقل من التسمم السريري، لوحظ وجود انخفاض في آداءهم المدرسي، على الرغم من أن هذا الارتباط لا يمكن تأكيده. وفي الرضع، تسبب التسمم بالزئبق في تلف الجهاز العصبي المركزي، حيث تسبب الجرعات المنخفضة نسبياً إلى بطء النمو لدى الأطفال، وردود فعل غير طبيعية. وقد وضعت منذ ذلك الحين علاجات مختلفة للتسمم بالزئبق، و«متلازمة الطفل الهادئ»، التي توصف بأن الطفل لا يبكي، وأصبحت الآن عرضا معترفا به لتلف الدماغ الناجم عن ميثيل الزئبق. وركزت التوصيات الجارية لسلطات تنظيم الأغذية على استهلاك النساء الحوامل والأطفال الرضع، مشيرة إلى قابلية الأجنة والرضع بوجه خاص للتسمم بميثيل الزئبق، وقد أكدت البيانات الواردة من العراق أن ميثيل الزئبق يمكن أن يمر إلى الطفل في الرحم، وأن مستويات الزئبق قد تكون مساوية أو أعلى في الطفل الوليد عنه في الأم.
في عام 1974، قدم اجتماع مشترك لمنظمة الأغذية والزراعة (FAQ) ومنظمة الصحة العالمية (WHO) عدة توصيات لمنع تفشي مماثل، وشمل ذلك التأكيد على أهمية وضع العلامات التعريفية على الأكياس باللغة المحلية مع رموز التحذير المفهومة محليًا، وتمت دراسة إمكانية إنشاء مادة يمكن إضافتها لتعطي طعم مر قوي. وحث الاجتماع الحكومات على التنظيم الصارم لاستخدام ميثيل وإيثيل الزئبق في بلدانها، بما في ذلك الحد من الاستخدام حيث لا يتوفر بديل معقول آخر، وأوصت أيضا بمشاركة منظمة الأغذية والزراعة ومنظمة الصحة العالمية لمساعدة الحكومات الوطنية في التنظيم وتنفيذ القوانين، وإنشاء مراكز وطنية لمكافحة السموم. وخلال الفترة من 9 إلى 13 نوفمبر من نفس العام، عقد في بغداد مؤتمر عن التسمم بسبب البذور المعالجة بألكيل الزئبق، وأيدت توصيات تقرير منظمة الأغذية والزراعة ومنظمة الصحة العالمية، واقترحت كذلك أن تقوم وسائط الإعلام المحلية والوطنية بنشر حالات التفشي، بما في ذلك الحجم والأعراض؛ واعتبر أن توزيع هذه المعلومات ضروري. كما وضعت خطة عامة لجمع المعلومات ذات الصلة من الميدان وإمكانية التحليل لمزيد من الابحاث.